# نهائي كأس إفريقيا للأندية البطلة 1991
نهائي كأس أفريقيا للأندية البطلة 1991 المباراة النهائية وفاز فيها النادي الإفريقي التونسي على نظيره نادي ناكيفوبو فيلا الأوغندي بنتيجة الذهاب 6–2 و الإياب انتهى بالتعادل 1–1 وكانت أول بطولة دوري أبطال أفريقيا لأندية تونس.

## النهائي

### الذهاب
| الأفريقي | 6–2   | ناكيفوبو فيلا |
| -------- | ----- | ------------- |
|          | تقرير |               |

### الإياب
| ناكيفوبو فيلا | 1–1   | الأفريقي |
| ------------- | ----- | -------- |
|               | تقرير |          |